# مقاطعة نجف أباد
مقاطعة نجف آباد (بالفارسية: شهرستان نجف‌آباد) هي إحدى مقاطعات محافظة أصفهان في إيران. عاصمة المقاطعة هي نجف آباد. حسب تعداد 2011، بلغ عدد السكان 300,288.